# Hermann Lüdke
Hermann Otto Traugott Lüdke (* 18. Dezember 1911 in Berlin; † 8. Oktober 1968 in Immerath) war ein deutscher Flottillenadmiral. Nach dem Verdacht auf Spionage beging er mutmaßlich Suizid.

## Laufbahn
Lüdke trat am 1. April 1930 mit 18 Jahren als Rekrut in die Reichsmarine ein. Bis Ende Juni 1930 befand er sich der in der II. Schiffsstammdivision der Ostsee in Stralsund.
Am 1. Juli 1930 begann er als Seekadett einen Lehrgang für Verwaltungsausbildung  an der Marineschule Mürwik. Danach nahm er auf dem Leichten Kreuzer Emden von November 1930 bis Anfang Januar 1932 an einer Ausbildungsreise teil. Diese vierte Ausbildungsreise der Emden führte über das Mittelmeer, Ägypten, Aden, Ceylon nach Thailand, die Philippinen, die Republik China, das Japanische Kaiserreich, Guam, Niederländisch-Ostindien, Mauritius, die Republik Südafrika, Angola, Nigeria, Sierra Leone, Las Palmas de Gran Canaria und Santander/Spanien.
Danach folgten bis Anfang Januar 1934 weitere Lehrgänge an der Marineschule Kiel-Wik und wiederum an der Marineschule Mürwik. Von Januar bis August 1934 erfolgte die Flottenausbildung auf dem Leichten Kreuzer Köln, der in dieser Zeit eine Übung im Atlantik durchführte, wobei auch Funchal auf Madeira und Lissabon besucht wurden. Nach der Abschlussprüfung an der Marineschule Kiel und einer Verwendung als II. Verwaltungsoffizier  an der Marineschule Mürwik wurde er am 1. März 1935 zum Marinezahlmeister befördert und am 1. Mai 1935 zum Leutnant zur See.
Von August 1935 bis zum Kriegsausbruch im September 1939 war er als Verwaltungsoffizier auf dem Kreuzer Köln, dem Zerstörer Max Schultz sowie dem Segelschulschiff Horst Wessel eingesetzt. Während des Zweiten Weltkriegs hatte er nur noch einmal kurzfristig 1942 ein Bordkommando auf der Köln und war ansonsten in verschiedenen Verwaltungszweigen tätig, so als Personalreferent im Marinepersonalamt und desgleichen sowie Adjutant im Marinegruppenkommando Ost. Vom 12. Mai 1944 bis zur Kapitulation am 8. Mai 1945 war er, inzwischen zum Korvettenkapitän befördert, Verbandsverwaltungsoffizier und Quartiermeister beim Admiral der Kleinkampfverbände. Er ließ sich als Führer eines Kleinst-U-Boots einsetzen und wurde für seine Erfolge mit dem Ritterkreuz des Eisernen Kreuzes ausgezeichnet. Bei Kriegsende geriet er in Gefangenschaft. Aus der Internierung wurde Lüdke bereits zum 1. September 1945 entlassen.
Im August 1952 begann Lüdke seine Tätigkeit als Referent für militärische Haushaltsfragen in der Dienststelle Blank (Amt Blank) in Bonn. Am 1. November 1955 trat er in die Bundeswehr ein und wurde gleichzeitig zum Fregattenkapitän befördert. Bis Ende Mai 1962 war er als Referent Fü M beim Bundesverteidigungsministerium tätig. Am 31. Januar 1958 erfolgte die Beförderung zum Kapitän zur See. Vom Mai 1962 bis Ende August 1963 war er Kommandant des Marinestützpunktkommandos Kiel.
Nach einer Teilnahme an einem Lehrgang am NATO Defense College im September 1963 war er bis Ende Juni 1966 als Referatsleiter Fü B V 3 wieder im Verteidigungsministerium tätig.

## Tätigkeit bei SHAPE
Am 1. Juli 1966 begann Lüdke seine Tätigkeit als stellvertretender Chef des Stabes beim Deutschen Anteil des Supreme Headquarters Allied Powers Europe in Paris. Mit Wirkung zum 1. April 1967 wurde er zum Flottillenadmiral befördert.
In dieser Dienststellung hatte er Zugang zu Unterlagen zur Leistungsfähigkeit der Atlantik- und Nordseehäfen für den Nachschub aus Übersee nach Westeuropa, den Transportraum an Schiffen, Eisenbahnen, Flugzeugen und Fahrzeugkolonnen, das System der Geleitzüge, die im Kriegsfall aus Übersee die Versorgung der europäischen NATO-Mitglieder sichern sollten, die Streckenführung und Leistungsfähigkeit der europäischen Pipelines sowie die Kapazität der Rüstungsindustrie der NATO-Mitglieder.

## Ruhestand und Tod
Vom 1. Juli bis zum 30. September 1968 stand Lüdke zur besonderen Verwendung beim Streitkräfteamt. Am 23. September 1968 bemerkte der Laborassistent eines Fotogeschäfts in Bonn, dass neun Bilder eines Films, der Lüdke gehörte, keine Familienfotos, sondern Dokumente zeigten, die mit einem Stempel der NATO als secret gekennzeichnet waren. Daraufhin wurde das 14. (politische) Kommissariat des Bonner Polizeipräsidiums informiert. Es stellte sich heraus, dass die Dokumente offensichtlich aus SHAPE stammten, aus dem Lüdke gerade zurückgekehrt war. Die Polizei benachrichtigte daraufhin nicht den Generalbundesanwalt beim Bundesgerichtshof, sondern den Militärischen Abschirmdienst (MAD).
Am 27. September 1968 wurde Lüdke nach seiner Verabschiedungsfeier im Beisein des Inspekteurs der Marine, Vizeadmiral Gert Jeschonnek, und einigen MAD-Mitarbeitern mit den Fotos aus der Minox-Kamera konfrontiert. Zuerst stritt Lüdke den Besitz der Kamera ab, gab diesen aber schließlich zu. Er weigerte sich jedoch zuzugeben, die abfotografierten Dokumente jemals gesehen zu haben, obwohl Nachforschungen in SHAPE ergeben hatten, dass Lüdke sich diese hatte vorlegen lassen. Mit dieser Antwort gaben sich die ermittelnden MAD-Angehörigen zufrieden und Lüdke wurde weder verhaftet noch wurde eine Hausdurchsuchung angeordnet.
Hagen bezeichnet dies 1969 in seinem Werk Der heimliche Krieg auf deutschem Boden seit 1945 als schweren Fehler, kritisierte aber auch schon die Übergabe der Ermittlungen an den MAD. Lüdke wurde am nächsten Tag von der Bonner Kriminalpolizei vernommen, die vergeblich versucht hatte, die Generalbundesanwalt zu erreichen. Nach der Vernehmung wurde lediglich das Arbeitszimmer des Admirals in seinem Privathaus durchsucht, nach Hagen mit dem Hintergrund, die Familie zu schonen. Als zwei weitere Tage später die Bundesanwaltschaft kontaktiert wurde, entschloss sich diese, die Ermittlungen in den Händen der Bonner Polizei zu belassen, da bereits zu viele Fehler begangen worden seien. Bei rechtzeitiger Kenntnis hätte die Bundesanwaltschaft die Sicherungsgruppe Bonn des Bundeskriminalamts mit den Ermittlungen betraut, die über hochqualifiziertes Personal verfügte.
Am Dienstag, dem 8. Oktober 1968, gegen 16:30 Uhr, wurde Lüdkes Leichnam in einem Forst in der Nähe der Ortschaft Immerath in der Eifel von dem Landwirt Alois Zenzen aufgefunden, nachdem Dorfbewohner gegen 15:00 Uhr einen Schuss gehört hatten. Lüdke, ein passionierter und erfahrener Jäger, hatte sich auf einem Jagdausflug befunden und noch einige Stunden zuvor mit dem zuständigen Oberförster gesprochen. Die Leiche lag neben seinem geöffneten Auto. Als Todesursache wurde wahlweise ein Jagdunfall oder Suizid angenommen. Der zuerst am Ort erschienene Arzt hielt einen Suizid aufgrund der Schusswunde und des Schusskanals für ausgeschlossen. Nach offizieller Darstellung beging Lüdke Suizid.
Da sich wenige Stunden vor Lüdkes Tod der Vizepräsident des Bundesnachrichtendienstes, Generalmajor Horst Wendland, in seinem Dienstzimmer erschossen hatte, wurde in der Öffentlichkeit ein Zusammenhang konstruiert, der als Lüdke-Affäre bekannt wurde. Die Spekulationen waren unter anderem dadurch angeheizt worden, dass sich vom 14. bis 21. Oktober 1968 insgesamt vier Mitarbeiter von Bundesbehörden umbrachten und am 29. Oktober 1968 der Generalbundesanwalt beim Bundesgerichtshof, Ludwig Martin, die Verhaftung von sechs Spionen aus dem Gebiet des Warschauer Pakts bekanntgab, die im Verdacht standen, eine Bundeswehr-Rakete entwendet und nach Moskau transportiert zu haben. Aufgrund von Lüdkes Tod wurden die Ermittlungen eingestellt.
Lüdke war verheiratet und hatte fünf Kinder.